# Ella Tiritiello
Ella Tiritiello (Kristianstad, 24 augustus 2006) is een Zweeds zangeres. In 2021 zong ze samen met Zara Larsson en het Koninklijk Filharmonisch Orkest van Stockholm een nieuwe versie van het nummer For a Better Day van Avicii. In 2025 was Tiritiello een van de deelnemers van Melodifestivalen 2025.

## Biografie
Tiritiello werd in 2021 door de Tim Bergling Foundation geselecteerd om het nummer For a Better Day van Avicii samen met het Koninklijk Filharmonisch Orkest van Stockholm opnieuw uit te brengen. Tijdens een benefietceremonie voor Avicii bracht ze het nummer voor het eerste ten gehore. Later dat jaar zong ze het nummer nogmaals, ditmaal in een duet met Zara Larsson. In 2022 bracht Tiritiello haar debuutsingle getiteld Say Something uit. Haar tweede single Take it personal volgde in oktober 2022. Later dat jaar volgde ook de single Not your girl. In het daaropvolgende jaar bracht Tiritiello onder het label Warner Music Sweden de single Again & Again uit waarin ze onder andere samenwerkte met Kygo en Sam Feldt. In 2024 was ze te zien als Roxette zangers Marie Fredriksson in de film Sommartider over Gyllene Tider. Datzelfde jaar bracht ze eveneens de single Younger uit. Deze single en Again & Again werden ook samengevoegd op de ep Younger.

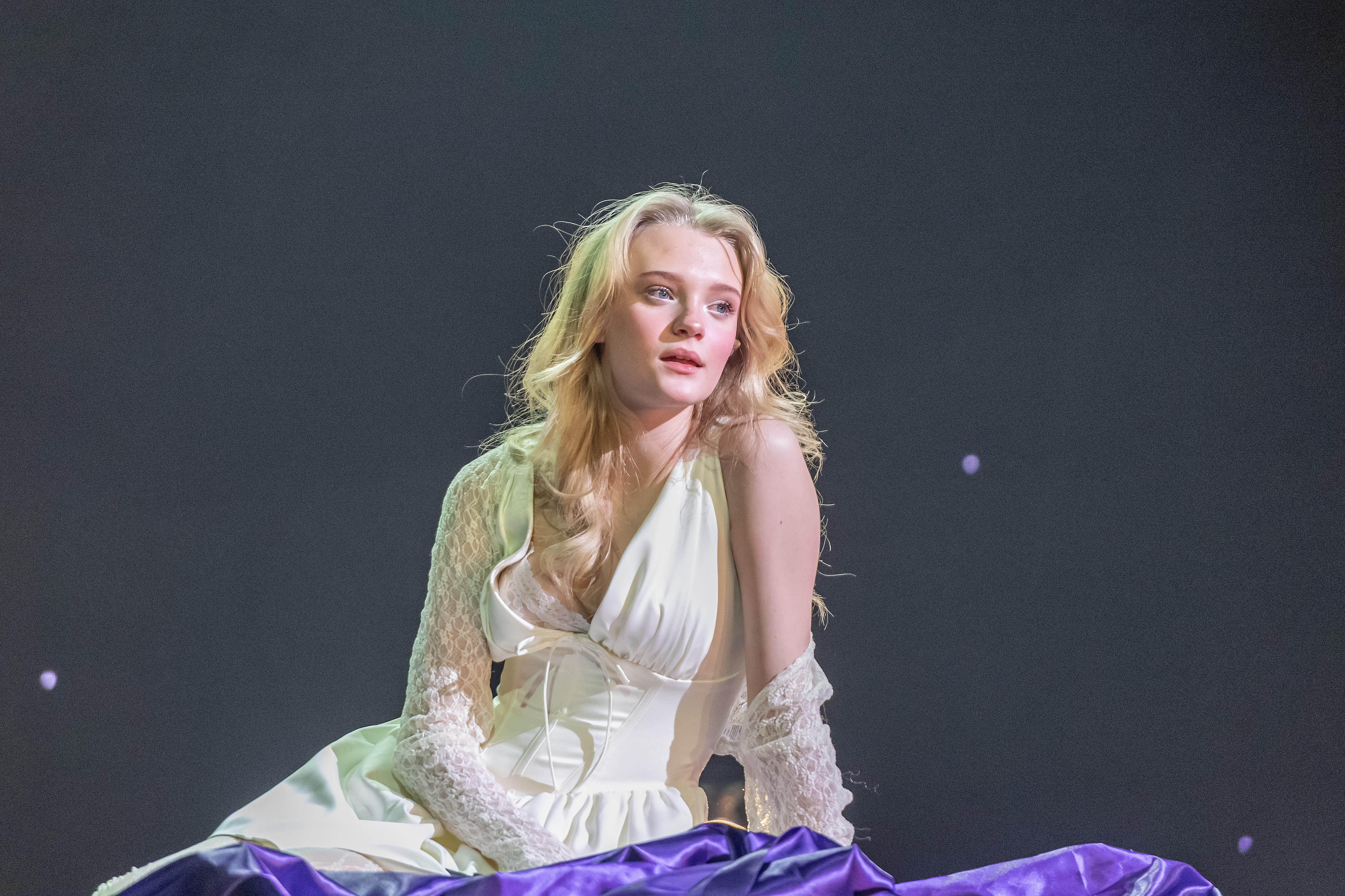
Tiritiello tijdens haar optreden van Bara du är där op Melodifestivalen 2025

Op 26 november 2024 werd Tiritiello aangekondigd als een van de artiesten van Melodifestivalen 2025. Ze trad hier in de vierde show aan met het nummer Bara du är där, geschreven door Loreen die met het nummer Tattoo Melodifestivalen 2023 en het Eurovisiesongfestival 2023 wist te winnen. In de derde show in Malmö op 22 februari 2025 eindigde Tiritiello op de derde plaats, waardoor ze zich wist te plaatsen voor de laatste kwalificatieronde, waarin zij samem met overige kandidaten op 1 maart 2025 streed om een plek in de finale van 8 maart 2025 in de Strawberry Arena in Stockholm. Tiritiello wist zich niet te plaatsen voor deze finale.

## Discografie

### Albums
- 2023: the youth, emotions and everything in between (deluxe)

### Ep's
- 2023: the youth, emotions and everything in between
- 2024: Younger

### Singles
- 2021: For a Better Day (Avicii cover) (samen met het Koninklijk Filharmonisch Orkest van Stockholm en Zara Larsson)
- 2022: Say something
- 2022: Take it personal
- 2022: Not your girl
- 2023: Again and again
- 2023: Younger
- 2024: It must have been love (Roxette cover)
- 2025: Bara du är där